# Julius von Pastau

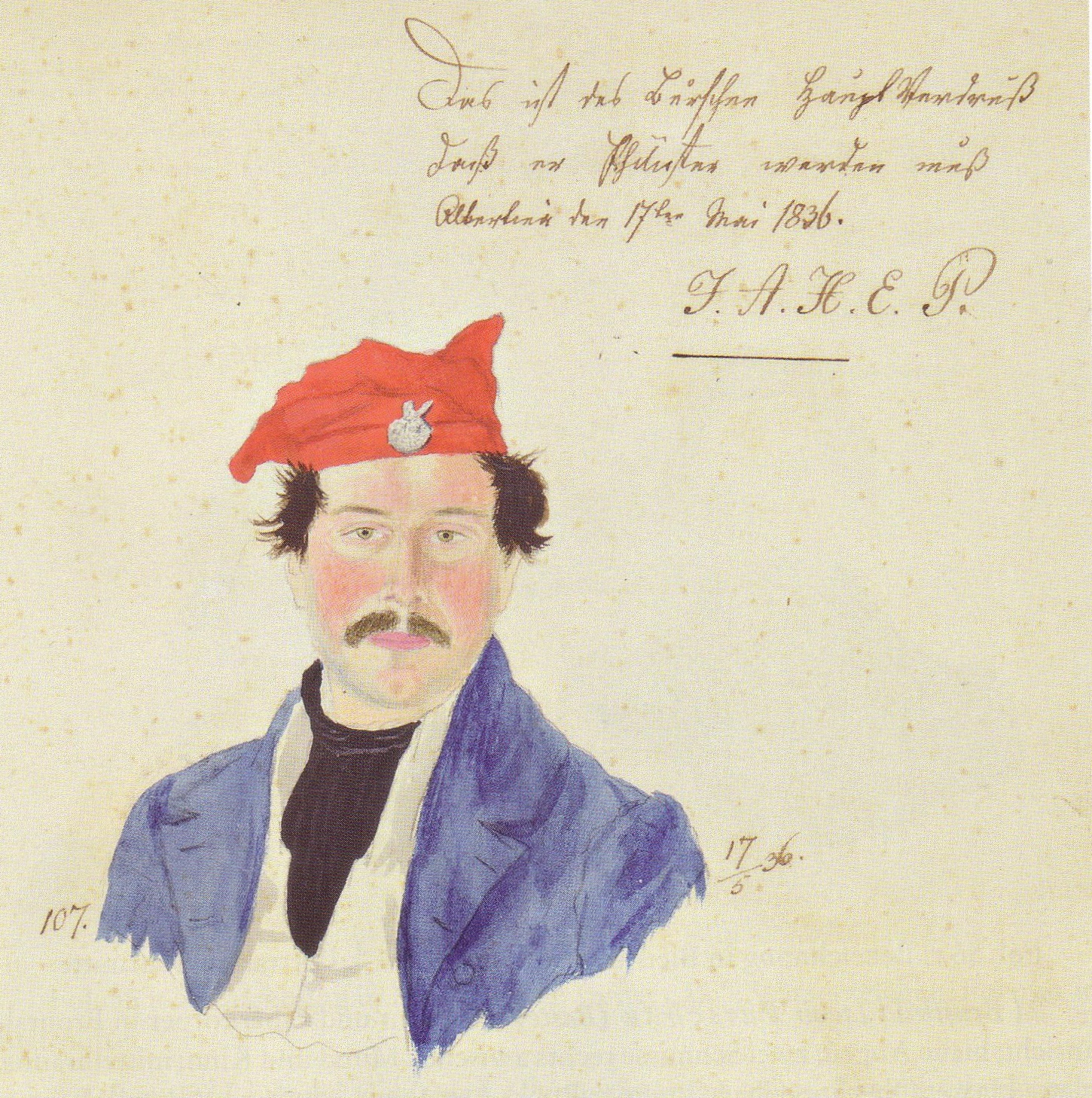
Julius von Pastau

Julius von Pastau (* 15. Juni 1813 zu Landsberg (Ostpreußen); † 12. März 1889 in Dresden) war ein deutscher Arzt in Königsberg i. Pr., Berlin und Breslau.

## Leben
Pastau besuchte das Herzog-Albrechts-Schule (Rastenburg) in Rastenburg. Nach dem Abitur studierte er ab 1835 Medizin an der Albertus-Universität Königsberg, wo er Mitglied der Hochhemia wurde. Nachdem er 1840 zum Dr. med. promoviert worden war, ließ er sich 1841 als praktischer Arzt in Königsberg nieder. Von 1852 bis 1859 war er 1. Arzt am königlichen grossen Hospital und an der mit ihm verbundenen Provinzial-Siechenanstalt. Zugleich war er von 1853 bis 1856 Assistenzarzt bei Karl Heinrich Burow an der chirurgisch-ophthalmologischen Poliklinik der Albertus-Universität. 1858 als Sanitätsrat charakterisiert, wurde er in Berlin Lehrer an der Krankenpflegeschule der Charité. 1863 ging er als Ärztlicher Direktor an das Allerheiligen-Hospital Breslau. Im niederschlesischen Machnitz heiratete er am 27. Mai 1869 Elise von Obernitz (* 27. Mai 1838; † 16. März 1929). Seit 1870  Geh. Sanitätsrat, ließ er sich 1875 mit 62 Jahren wegen gesundheitlicher Probleme pensionieren. Er zog nach Dresden, wo er im Alter von fast 76 Jahren starb.